# 毛吻袋熊属
毛吻袋熊屬（學名Lasiorhinus），又名毛鼻袋熊屬，是澳洲的一屬袋熊。其下有以下物種：
- 昆士兰毛吻袋熊（L. krefftii）:分佈在昆士蘭只有3平方公里的埃平森林國家公園內。世界自然保護聯盟將牠們列為極危。[1]
- 毛鼻袋熊（L.  latifrons）：分佈在新南威爾士西南部至澳洲南部及西部邊界。世界自然保護聯盟將牠們列為無危。[2]
- L. angustioens：已滅絕。